# Phyllachora trujillensis
Phyllachora trujillensis är en svampart som beskrevs av Chardón 1934. Phyllachora trujillensis ingår i släktet Phyllachora och familjen Phyllachoraceae.   Inga underarter finns listade i Catalogue of Life.